# 캐나다 체크인
《캐나다 체크인》은 매주 토요일 오후 10시 40분에 tvN에서 방송된 리얼리티 예능 프로그램이다.

## 기획 의도
10년 넘게 유기견 봉사를 꾸준히 해온 이효리가, 새로운 가족의 품으로 해외 입양 보낸 개들을 만나기 위해 15,000km에 걸쳐 캐나다로 떠나는 사적인 기록과 여정이 담긴 프로그램.

## 방송 일정
| 방송 채널 | 방송 기간                          | 방송 시간                       | 비고 |
| --------- | ---------------------------------- | ------------------------------- | ---- |
| tvN       | 2022년 12월 17일 ~ 2023년 1월 21일 | 토요일 밤 10시 40분 ~ 11시 50분 |      |

## 출연자
- 이효리
- 고인숙

## 시청률

### 2022년 ~ 2023년
| 회차 | 방송일    | AGB 시청률     |
| 회차 | 방송일    | 대한민국(전국) |
| ---- | --------- | -------------- |
| 1    | 12월 17일 | 1.6%           |
| 2    | 12월 24일 | 1.3%           |
| 3    | 12월 31일 | 2.1%           |
| 4    | 1월 7일   | 2.0%           |
| 5    | 1월 14일  | 1.9%           |
| 6    | 1월 21일  | 1.9%           |

## 같이 보기
- 서울체크인